# Temporada do Club Universitario de Deportes de 2014
O Club Universitario de Deportes em 2014, participou de duas competições: Campeonato Peruano e Copa Libertadores.

## Competições

### Campeonato Peruano

#### Torneo del Inca
O Torneio Inca de 2014 foi um torneio de copa realizado antes do Campeonato Descentralizado de 2014.
| Classificação - Grupo B | Classificação - Grupo B   | Classificação - Grupo B | Classificação - Grupo B | Classificação - Grupo B | Classificação - Grupo B | Classificação - Grupo B | Classificação - Grupo B | Classificação - Grupo B | Classificação - Grupo B |
| Pos                     | Time                      | PG                      | J                       | V                       | E                       | D                       | GP                      | GS                      | SG                      |
| ----------------------- | ------------------------- | ----------------------- | ----------------------- | ----------------------- | ----------------------- | ----------------------- | ----------------------- | ----------------------- | ----------------------- |
| 7                       | Universitario de Deportes | 15                      | 14                      | 3                       | 6                       | 5                       | 11                      | 13                      | +2                      |

#### Torneo Apertura
| Classificação | Classificação             | Classificação | Classificação | Classificação | Classificação | Classificação | Classificação | Classificação | Classificação |
| Pos           | Time                      | PG            | J             | V             | E             | D             | GP            | GS            | SG            |
| ------------- | ------------------------- | ------------- | ------------- | ------------- | ------------- | ------------- | ------------- | ------------- | ------------- |
| 4             | Universitario de Deportes | 24            | 15            | 7             | 3             | 5             | 21            | 18            | +3            |

#### Torneo Clausura
| Classificação | Classificação             | Classificação | Classificação | Classificação | Classificação | Classificação | Classificação | Classificação | Classificação |
| Pos           | Time                      | PG            | J             | V             | E             | D             | GP            | GS            | SG            |
| ------------- | ------------------------- | ------------- | ------------- | ------------- | ------------- | ------------- | ------------- | ------------- | ------------- |
| 7             | Universitario de Deportes | 21            | 15            | 6             | 3             | 6             | 17            | 17            | 0             |

### Copa Libertadores
A Copa Libertadores 2014 foi a quinquagésima quinta edição do mais importante torneio de clubes da América do Sul, organizada pela Confederação Sul-Americana de Futebol. Universitario jogou a fase de grupos.

#### Fase de grupos
| Classificação - Grupo 1 | Classificação - Grupo 1   | Classificação - Grupo 1 | Classificação - Grupo 1 | Classificação - Grupo 1 | Classificação - Grupo 1 | Classificação - Grupo 1 | Classificação - Grupo 1 | Classificação - Grupo 1 | Classificação - Grupo 1 |
| Pos                     | Time                      | PG                      | J                       | V                       | E                       | D                       | GP                      | GS                      | SG                      |
| ----------------------- | ------------------------- | ----------------------- | ----------------------- | ----------------------- | ----------------------- | ----------------------- | ----------------------- | ----------------------- | ----------------------- |
| 4                       | Universitario de Deportes | 1                       | 6                       | 0                       | 1                       | 5                       | 3                       | 10                      | –7                      |

| 11 de fevereiro | Universitario | 0 – 1     | Vélez Sarsfield |  |  |
| 21:30 (UTC−5)   |               | Relatório | Canteros 80'    |  |  |

| 20 de fevereiro | The Strongest | 1 – 0     | Universitario |  |  |
| 21:15 (UTC−4)   | Wayar 70'     | Relatório |               |  |  |

| 13 de março   | Universitario | 0 – 1     | Atlético Paranaense |  |  |
| 21:30 (UTC−5) |               | Relatório | Duarte 67' (g.c.)   |  |  |

| 20 de março   | Atlético Paranaense                          | 3 – 0     | Universitario |  |  |
| 17:30 (UTC−3) | Dalton 10' (g.c.) · Felipe 61' · Éderson 84' | Relatório |               |  |  |

| 27 de março   | Universitario                                | 3 – 3     | The Strongest                                   |  |  |
| 21:00 (UTC−5) | Ruidíaz 28' · Gonzáles 37' · Gómez 56' (pen) | Relatório | Chávez 32' (g.c.) · Cristaldo 65' · Reinoso 89' |  |  |

| 8 de abril    | Vélez Sarsfield | 1 – 0     | Universitario |  |  |
| 19:45 (UTC−3) | Nanni 51'       | Relatório |               |  |  |